# Stanisław Kołecki
Stanisław Kołecki – polski kierowca wyścigowy.

## Biografia
W WSMP zadebiutował w 1955 roku, ścigając się pojazdem SAM napędzanym silnikiem DKW. Podczas rundy w Poznaniu został zdyskwalifikowany za niebezpieczną jazdę. Zajął natomiast drugie miejsce w klasie S do 750 cm³ w wyścigu w Częstochowie.
W roku 1956 został mistrzem Polski w klasie S do 750 cm³, wygrywając wyścig w Krakowie. W sezonie 1957 zmienił silnik na pochodzący z Syreny i na koniec sezonu zajął piątą pozycję w klasie do 750 cm³ (wygrał w Warszawie). 1959 roku był trzeci we Wrocławiu i czwarty w Częstochowie. W 1960 roku zajął Volkswagenem trzecie miejsce w klasie VII w Rajdzie Zimowym Katowice–Zakopane.
Sezon 1964 zakończył tytułem mistrzowskim w klasyfikacji formuły wolnej, m.in. wygrywając wówczas zawody w Lublinie. W 1965 roku zadebiutował w Formule 3, ścigając się Rakiem z silnikiem Wartburga. Na koniec tamtego sezonu Kołecki zajął czwarte miejsce. W 1968 roku zajął piąte miejsce w klasyfikacji Formuły 3, zdobywając ponadto trzecie miejsce w wyścigu w Puławach.

## Wyniki w Polskiej Formule 3
| Legenda oznaczeń w tabelach wyników Wyświetl szablon na nowej stronie | Legenda oznaczeń w tabelach wyników Wyświetl szablon na nowej stronie                                                                     |
| Oznaczenie                                                            | Wyjaśnienie |
| --------------------------------------------------------------------- | --- |
| Złoty                                                                 | Zwycięzca lub mistrzostwo |
| Srebrny                                                               | 2. miejsce lub wicemistrzostwo |
| Brązowy                                                               | 3. miejsce lub II wicemistrzostwo |
| Zielony                                                               | Ukończył, punktował (w klasyfikacji generalnej, gdy zdobył co najmniej jeden punkt na przestrzeni sezonu, poza trzema powyższymi opcjami) |
| Niebieski                                                             | Ukończył, nie punktował (w klasyfikacji generalnej, gdy nie zdobył co najmniej jednego punktu na przestrzeni sezonu)                      |
| Czerwony                                                              | Nie zakwalifikował się (NZ) |
| Czerwony                                                              | Nie prekwalifikował się (NPK) |
| Różowy                                                                | Nie ukończył (NU) |
| Różowy                                                                | Niesklasyfikowany (NS) (w klasyfikacji generalnej, gdy nie został sklasyfikowany w żadnym wyścigu sezonu)                                 |
| Czarny                                                                | Zdyskwalifikowany (DK) |
| Czarny                                                                | Wykluczony (WYK/EX) |
| Biały                                                                 | Nie wystartował (NW) |
| Biały                                                                 | Kontuzjowany (K/INJ) |
| Biały                                                                 | Wyścig odwołany (OD/C) |
| Bez koloru                                                            | Został wycofany (WYC/WD) |
| Bez koloru                                                            | Nie przybył (NP/DNA) |
| Bez koloru                                                            | Nie brał udziału w treningach (NT/DNP) |
| Bez koloru                                                            | Nie został zgłoszony (–) |
| Pogrubienie                                                           | Start z pole position |
| Kursywa                                                               | Najszybsze okrążenie wyścigu |
| †                                                                     | Nie ukończył, ale jego rezultat został zaliczony ze względu na przejechanie więcej niż 90% dystansu wyścigu.                              |
| *                                                                     | Sezon w trakcie |
| 1/2/3                                                                 | Punktowana pozycja w sprincie kwalifikacyjnym                                                                                             |
| Lista systemów punktacji Formuły 1                                    | |

| Rok  | Zespół                  | Samochód | Silnik   | Wyniki w poszczególnych eliminacjach | Wyniki w poszczególnych eliminacjach | Wyniki w poszczególnych eliminacjach | Pkt. | Msc. |
| ---- | ----------------------- | -------- | -------- | ------------------------------------ | ------------------------------------ | ------------------------------------ | ---- | ---- |
| 1965 |                         |          |          |                                      |                                      |                                      | 7    | 4    |
| 1965 | Automobilklub Krakowski | Rak 64   | Wartburg | 6                                    | 4                                    | 5                                    | 7    | 4    |
| 1967 |                         |          |          |                                      |                                      |                                      | 0    | NS   |
| 1967 | Automobilklub Śląski    | Rak 66   | Wartburg | NU                                   | -                                    | -                                    | 0    | NS   |
| 1968 |                         |          |          |                                      |                                      |                                      | 5    | 5    |
| 1968 | Automobilklub Śląski    | Rak 66   | Wartburg | 13                                   | 3                                    |                                      | 5    | 5    |